# Coleophora hemerobiella
Coleophora hemerobiella là một loài bướm đêm thuộc họ Coleophoridae. Nó được tìm thấy ở miền tây châu Âu, except Ireland và bán đảo Iberia.
Sải cánh dài khoảng 14 mm. They are on wing in tháng 7 in miền tây Europe.
Ấu trùng ăn Amelanchier, Chaenomeles, Cotoneaster bacillaris, Cotoneaster integerrimus, Crataegus laevigata, Cydonia oblonga, Malus x astracanica, Malus baccata, Malus domestica, Malus floribunda, Malus fusca, Malus ringo, Malus sylvestris, Mespilus germanica, Prunus avium, Prunus cerasifera, Prunus cerasus, Prunus domestica, Prunus spinosa, Pyrus communis, Sorbus aria, Sorbus aucuparia, Sorbus intermedia, Spiraea x bumalda and x Spiraea vanhouttei.

## Hình ảnh

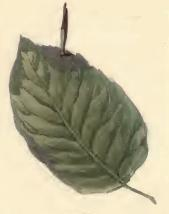
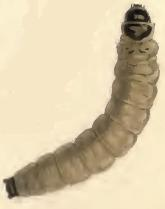
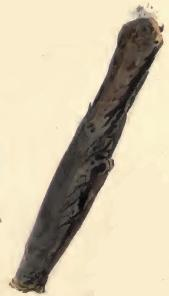